# Walter Casagrande
Walter Casagrande Júnior (* 15. dubna 1963 São Paulo) je bývalý brazilský fotbalista. Byl obvykle středním útočníkem prosazujícím se před brankou díky vysoké postavě, mohl však také operovat v hloubi pole jako „falešná devítka“, kde uplatnil svoji fyzickou připravenost, míčovou techniku i schopnost proměňovat standardní situace. Pochází z rodiny italských přistěhovalců.
Je odchovancem klubu SC Corinthians Paulista, kde debutoval v roce 1980. V letech 1982 a 1983 s Corinthians vyhrál státní šampionát Campeonato Paulista, v roce 1982 byl také nejlepším střelcem této soutěže. Angažoval se v hráčském sdružení Democracia Corinthiana, které vystupovalo proti vojenskému režimu, pro své občanské postoje byl krátce vězněn. Po neshodách s trenérem Jorgem Vieirou odehrál sezónu 1984 na hostování v São Paulo FC.
Za brazilskou fotbalovou reprezentaci odehrál 19 utkání. Startoval na mistrovství světa ve fotbale 1986, kde se však střelecky neprosadil. V prvních dvou zápasech byl střídán, ve třetím hrál od 27. minuty a pak už na mexickém šampionátu nenastoupil. V následující sezóně odešel hrát do Evropy, s FC Porto získal Pohár mistrů evropských zemí 1986/1987, během působení v Turíně vyhrál Coppa Italia 1992/1993 a byl finalistou Poháru UEFA 1991/1992. Roku 1993 se vrátil do Brazílie a poslední profesionální zápas sehrál v roce 1996.
Po ukončení kariéry působil jako fotbalový expert v televizi Rede Globo a deníku Folha de S.Paulo, kde ve svých břitkých komentářích odhaloval zákulisí brazilského sportu. Otevřeně promluvil o svém užívání dopingu, léčil se z heroinové závislosti. V roce 2007 měl dopravní nehodu, po níž upadl do komatu, v roce 2015 prodělal infarkt a byla mu provedena angioplastika. Stal se mediálně známým jako přední kritik prezidenta Jaira Bolsonara. O jeho životě vyšla kniha Casagrande e Seus Demônios.